# ایهور رپتیوخ
ایهور رپتیوخ (انگلیسی: Ihor Reptyukh؛ زادهٔ ۱۸ ژوئن ۱۹۹۴) ورزشکار اهل اوکراین است.
وی در مسابقات کشوری و بین‌المللی در مجموع برندهٔ ۱ مدال طلا، ۲ مدال نقره، ۱ مدال برنز شده‌است.